# Tanner Graham
Tanner Nicholas Graham (* 6. Dezember 1996 in Kingston, Ontario) ist ein ehemaliger kanadischer Basketballspieler.

## Laufbahn
Graham wechselte 2014 von der La Salle Secondary School an die gleichermaßen in Kingston (Provinz Ontario) gelegene Queen’s University. Er studierte Bewegungswissenschaft und bestritt im Zeitraum 2014 bis 2019 eine Gesamtanzahl von 105 Spielen für die Basketballmannschaft der Hochschule. Seinen besten Punktemittelwert erreichte Graham während der Spielzeit 2018/19 (16 je Begegnung).
Der Kanadier begann seine Laufbahn im Berufsbasketball beim deutschen Zweitligisten Tigers Tübingen. Dort hatte Graham einen schweren Stand, kam nicht über die Stellung als Ergänzungsspieler hinaus. Das änderte sich nach seinem Wechsel zu den Iserlohn Kangaroos. Für den Drittligaverein erzielte Graham im Verlauf des Spieljahres 2020/21 einen Mittelwert von 18,3 Punkten und nahm während der Sommerpause 2021 ein Vertragsangebot der Dresden Titans an. Mit den Sachsen stieg er 2022 in die 2. Bundesliga ProA, die zweithöchste deutsche Spielklasse, auf. Graham war an dem Erfolg mit 13,4 Punkten und 5,7 Rebounds je Begegnung (Mittelwerte im Spieljahr 2021/22) beteiligt. Nach dem Aufstieg wurde sein Vertrag in Dresden verlängert. Graham spielte bis 2024 für die Sachsen und verließ dann die Mannschaft, um ein Medizinstudium zu beginnen.